# Theo Breuer (Schriftsteller)

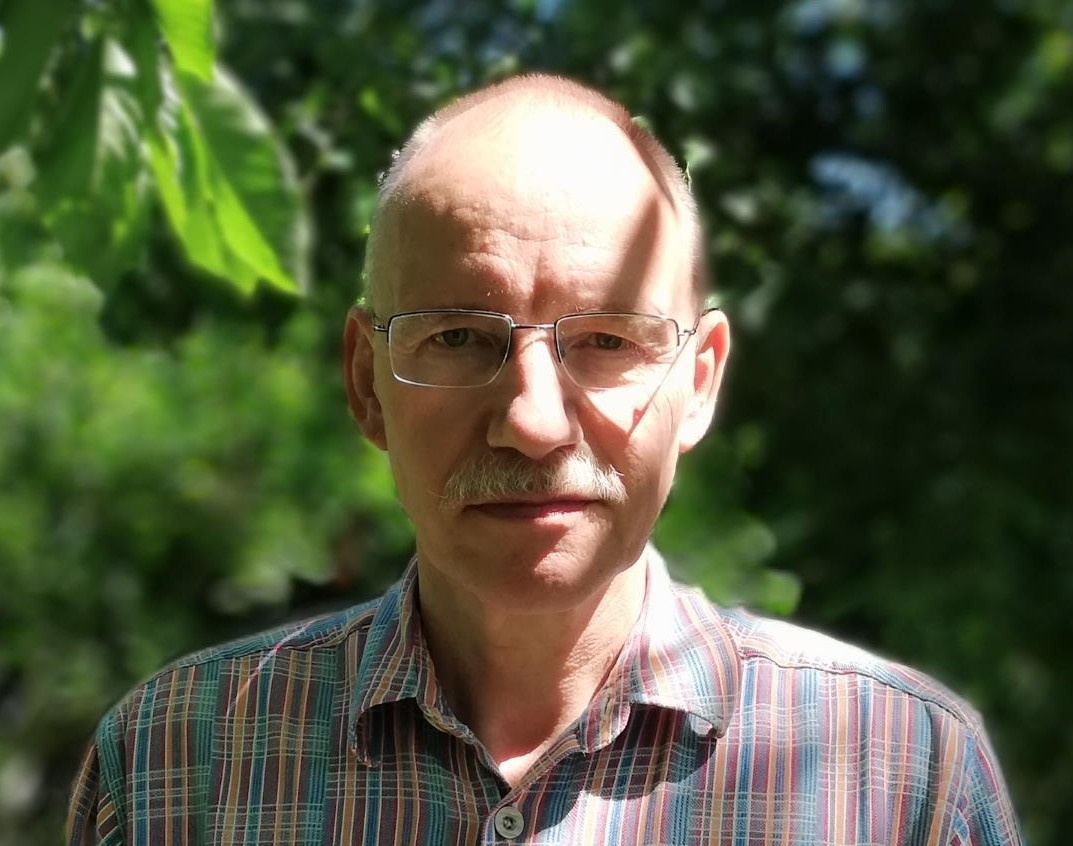
Theo Breuer (2019)

Theo Breuer (* 30. März 1956 in Bürvenich) ist ein deutscher Schriftsteller und Herausgeber.

## Leben und Werk
Theo Breuer absolvierte das Abitur am Franken-Gymnasium in Zülpich. Anschließend studierte er von 1974 bis 1980 Germanistik und Anglistik an der Universität zu Köln. Seit 1987 ist er als Autor, Herausgeber, Kleinverleger, Lektor und Übersetzer tätig.
Neben Gedichten, die auch ins Arabische, Englische, Französische, Georgische, Italienische, Polnische, Rumänische und Russische übertragen wurden, hat er Essays zur zeitgenössischen Lyrik, visuellen Poesie, Mail Art und Prosa sowie Autoren- und Verlagsporträts, Buchvorstellungen und lexikalische Artikel verfasst.
Von 1999 bis 2007 hat er die lyrische Künstlerbuchreihe edition bauwagen sowie von 1993 bis 2008 die von ihm gegründete Edition YE – mit Lyrikreihe, Faltblatt und Schachteledition YE – herausgegeben.
Breuer, dessen Bücher seit 2012 im Pop Verlag (Ludwigsburg) erscheinen, hat essayistische Monographien zur zeitgenössischen Lyrik und Prosa im deutschen Sprachraum sowie Gedichtbücher mit paragrammatisch, parodistisch, pointiert ausgerichteter – auch visueller – Poesie veröffentlicht, in denen er u. a. Einflüsse der literarischen Moderne verarbeitet und weiterentwickelt: „Wenn Theo Breuer Gedichte schreibt, dann schwingt die Geschichte der Lyrik mit.“
Theo Breuer lebt in Sistig im Nationalpark Eifel.

## Publikationen

### Einzeltitel

#### Gedichtbücher
- Vorschlag zur Blüte. Pop Verlag, Ludwigsburg 2023.
- nicht weniger nicht mehr. Pop Verlag, Ludwigsburg 2021.
- Scherben saufen. Pop Verlag, Ludwigsburg 2019.
- Das gewonnene Alphabet. Pop Verlag, Ludwigsburg 2012.
- Word Theatre. Visuelle Poesie. Redfoxpress, Dugort/Achill Island 2007.
- Land Stadt Flucht. Edition YE, Sistig/Eifel 2002.
- Das letzte Wort hat Brinkmann. Edition Labyrinth & Minenfeld, Osnabrück 1996.
- M%nday. Experimentelle Texte, Siegen 1996.[9]
- Black Box. Visuellpoetische Montagen. Edition Das fröhliche Wohnzimmer, Wien 1995.
- Der blaue Schmetterling. uräus-Handpresse, Halle an der Saale 1993 / Corvinus Presse, Berlin 1994.
- Stillstand in der Arena. Corvinus Presse, Berlin 1992.
- Mittendrin. Corvinus Presse, Berlin 1991.

#### Monographien
- Winterbienen im Urftland – Empfundene/erfundene Welten in Norbert Scheuers Gedichten und Geschichten. Pop Verlag, Ludwigsburg 2019.
- Zischender Zustand – Mayröcker Time. Pop Verlag, Ludwigsburg 2017.
- Kiesel & Kastanie. Von neuen Gedichten und Geschichten. Edition YE, Sistig/Eifel 2008.
- Aus dem Hinterland. Lyrik nach 2000. Edition YE, Sistig/Eifel 2005.
- Ohne Punkt & Komma. Lyrik in den 90er Jahren. Wolkenstein Verlag, Köln 1999.

### Anthologien (Auswahl)
- Markus Peters, Sabine Schiffner, Amir Shaheen (Hrsg.): und kein Gedicht will Abschied von dir nehmen. Deutschsprachige Lyrik der Gegenwart. Verlag Ralf Liebe, Weilerswist 2024.
- Traian Pop (Hrsg.): Reise nach Rothberg. Eginald Schlattner: Werk und Wirken. Pop Verlag, Ludwigsburg 2024.
- Werner Bucher, Jolanda Fäh (Hrsg.): Poesie Agenda. orte Verlag, Wolfhalden/Oberegg/Schwellbrunn 2002–2024.
- Axel Kutsch (Hrsg.): Versnetze. Deutschsprachige Lyrik der Gegenwart. Verlag Ralf Liebe, Weilerswist 2008–2022.
- Andreas Erb, Christof Hamann (Hrsg.): Schatten aus den Felswänden. Eine Hommage an Norbert Scheuer und die Eifel. Wallstein Verlag, Göttingen 2021.
- Jan Röhnert, Romina Nikolić (Hrsg.): DEM MEISTER DES LANGEN ATEMS. Paulus Böhmer zu Ehren. Edition Faust, Frankfurt am Main 2016.
- Erika Kronabitter (Hrsg.): HAB DEN DER DIE DAS. Friederike Mayröcker zum 90. Geburtstag. Edition Art Science, Sankt Wolfgang 2014.
- Shafiq Naz (Hrsg.): Der deutsche Lyrikkalender. Jeder Tag ein Gedicht. Alhambra Publishing, Bertem 2007–2013.
- Hiltrud Gnüg (Hrsg.): Gespräch über Bäume. Moderne deutsche Naturlyrik. Reclam-Verlag, Stuttgart 2013.
- Rainer Stolz, Udo Wenzel (Hrsg.): HAIKU hier und heute. Deutscher Taschenbuch Verlag, München 2012.
- Christoph Buchwald, Kathrin Schmidt (Hrsg.): Jahrbuch der Lyrik. Deutsche Verlags-Anstalt, München 2011.
- Karl Otto Conrady (Hrsg.): Der Große Conrady. Das Buch deutscher Gedichte von den Anfängen bis zur Gegenwart. Verlag Artemis & Winkler, Düsseldorf 2008.
- Hugo Dittberner (Hrsg.): Kurze Weile. Gedichte in wenigen Zeilen. Akademie der Wissenschaften und der Literatur, Mainz 2003.
- Klaus Peter Dencker (Hrsg.): Poetische Sprachspiele. Reclam-Verlag, Stuttgart 2002.

### Übertragung (Auswahl)
- Dato Barbakadse: Und so weiter. Sieben Haiku-Kränze. Aus dem Georgischen übersetzt von Maja Lisowski. Nachdichtung von Theo Breuer. Pop Verlag, Ludwigsburg 2021.
- Tian He: Taschen voller Wind. 99 Gedichte aus China. Nachdichtung von Theo Breuer. Pop Verlag, Ludwigsburg 2021.
- Admiel Kosman: Aus dem Zwischen des Hohelieds. Ausgewählte Gedichte. Aus dem Hebräischen übertragen von Edith Lutz in Zusammenarbeit mit Theo Breuer und Udo Levy. Pop Verlag, Ludwigsburg 2019.
- Richard Berengarten: Schwarzes Licht. Gedichte. Bunte Raben Verlag, Meckelstedt 1996.[10]
- Richard Berengarten: Tree / Baum. Langgedicht. Zweisprachige Ausgabe Englisch / Deutsch. Privatdruck. Sistig/Eifel 1989.

### Herausgabe (Auswahl)
- Matrix 58. Zwanzig Tage – zwanzig Romane : Ein Buchspiel. Pop Verlag, Ludwigsburg 2019.
- Hans Bender: Hinter die dunkle Tür. Vierzeiler 2013–2015. Pop Verlag, Ludwigsburg 2019.
- Matrix 36. Axel Kutsch spannt Versnetze übers Wortland. Pop Verlag, Ludwigsburg 2014.
- Matrix 29. Jeder auf seine Art für Hans Bender, Pop Verlag, Ludwigsburg 2012.
- Matrix 28. Atmendes Alphabet für Friederike Mayröcker. Pop Verlag, Ludwigsburg 2012.
- YE. Künstlerzeitschrift. Edition YE, Sistig/Eifel 1993–2008.
- Faltblatt. Lyrikzeitschrift. Edition YE, Sistig/Eifel 1994–2004.[11]
- NordWestSüdOst. Gedichte von Zeitgenossen. Edition YE, Sistig/Eifel 2003.
- Wortrakete. Internationale visuelle Poesie. Künstlerbuch. edition bauwagen, Itzehoe 2002.[12]
- Wörter sind Wind in Wolken. Autographen deutschsprachiger Dichter. Künstlerbuch. edition bauwagen, Itzehoe 2000.